# Östergötland
 Ovo je glavno značenje pojma Östergötland. Za druga značenja pogledajte Östergötland (razdvojba).
Östergötland je švedska pokrajina u Götalandu.

## Administrativna podjela
Tradicionalne pokrajine u Švedskoj nemaju administrativnu ili političku svrhu, ali su povijesni i kulturni subjekt. Veći dio pokrajine odgovara granicama županije Östergötland, dok je samo mali dio županije Örebro dio Östergötland. 

## Zemljopis
Östergötland se nalazi u jugoistočnom dijelu Švedske. Na zapadu pokrajine je drugo po veličini švedsko jezero Vättern iz kojeg se Göta-kanalom može doći do Baltičkog mora koje je na istoku pokrajine. Graniči s pokrajinama Småland, Västergötland, Närke i Södermanland. Prostire se na 3.856 km². 

## Stanovništvo
Prema podacima iz 2009. godine u pokrajini živi 424.333 stanovnika dok je prosječna gustoća naseljenosti 110 stanovnika na km².

## Vanjske poveznice
- Östergötland  Arhivirana inačica izvorne stranice od 13. veljače 2003. (Wayback Machine) - turističke informacije